# 田井漁港 (宮津市)

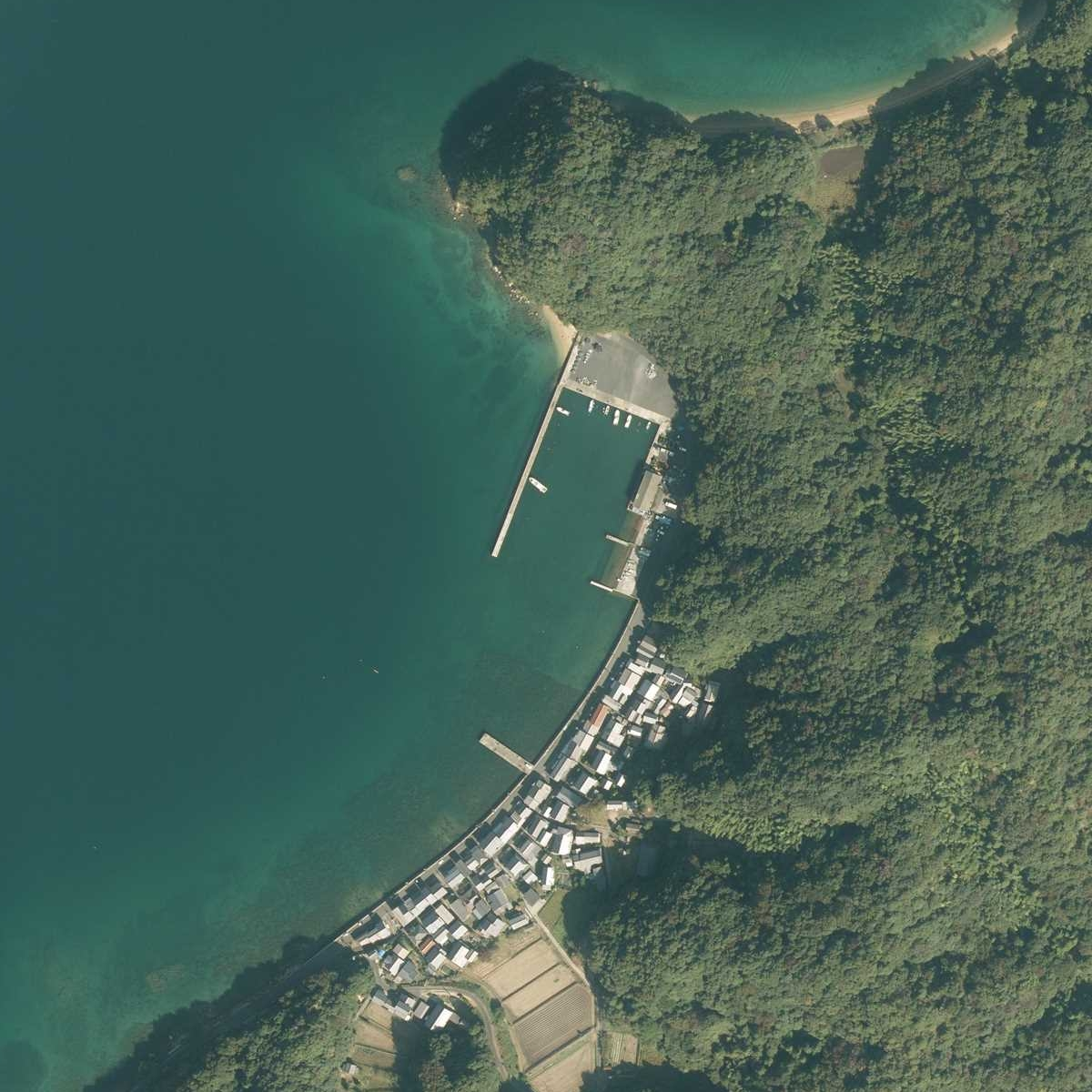

田井漁港（たいぎょこう）は、京都府宮津市字田井にある港。漁港漁場整備法（昭和25年5月2日法律第137号）第1章第5条に規定する第1種漁港である。

## 概要
- 所在地 - 京都府宮津市字田井
- 管理者 - 宮津市
- 漁業協同組合 - 京都府漁業協同組合 宮津支所
- 組合員数 -
- 漁港番号 - 3010110

## 沿革
- 1953年（昭和28年）2月12日 - 第1種漁港に指定

## 主な魚種
- ブリ
- イカ

## 主な漁業
- 小型定置網
- 小型底びき網
- 採貝藻漁業